# Scatophagus
Scatophagus – rodzaj ryb promieniopłetwych z rodziny argusowatych (Scatophagidae).

## Zasięg występowania
Rodzaj obejmuje gatunki występujące w Indo-Pacyfiku.

## Systematyka

### Etymologia
- Scatophagus: gr. σκατοφαγος skatophagos „jedzący gnój”, od σκωρ skōr, σκατος skatos „gnój, kał”; -φαγος -phagos „jedzący”, od φαγειν phagein „jeść”[7].
- Prenes: gr. πρηνης prēnēs „opadający, pochylony”[8]. Nazwa zastępcza dla Scatophagus Cuvier, 1831.
- Cacodoxus: gr. κακοδοξος kakodoxos „mający złą sławę, niesławny”, od κακος kakos „zły, niepomyślny”; δοξα doxa „opinia, osąd, chwała”[4]. Nazwa zastępcza dla Scatophagus Cuvier, 1831.
- Desmoprenes: gr. δεσμα desma, δεσματος desmatos „przepaska”[9]; πρηνης prēnēs „opadający, pochylony”[8]. Gatunek typowy: Chaetodon tetracanthus Lacepède, 1802.

### Podział systematyczny
Do rodzaju należą następujące gatunki:
- Scatophagus argus (Linnaeus, 1766) – argus
- Scatophagus tetracanthus (Lacepède, 1802)